# Adoretus sistanicus
Adoretus sistanicus är en skalbaggsart som beskrevs av Rudolph Petrovitz 1970. Adoretus sistanicus ingår i släktet Adoretus och familjen Rutelidae. Inga underarter finns listade i Catalogue of Life.